# ملعب هيلونغ
ملعب هيلونغ (بالصينية: 贺龙体育场) هو ملعب كرة قدم متعدد الأغراض يقع في تشانغشا، مقاطعة خونان، الصين، يتسع لجلوس 55,000 متفرج. بدأ بناؤه في 1991. سمي باسم القائد العسكري الشيوعي هي لونغ، الذي ولد في نفس المقاطعة.

## روابط خارجية
- worldstadiums.com